# Accord de Tripoli (1976)
Pour les articles homonymes, voir Accord de Tripoli.

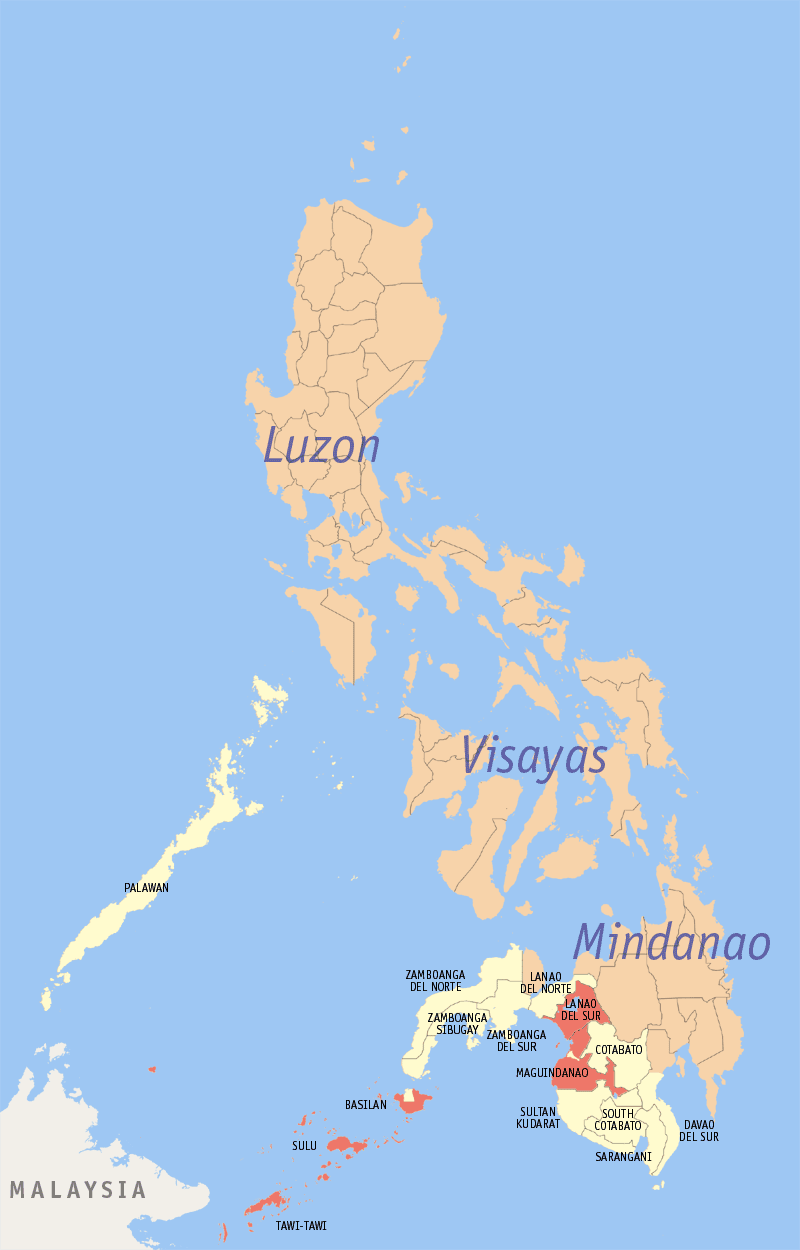
Carte des Philippines montrant la région autonome du Mindanao musulman. Le territoire actuel de l'ARMM est indiqué en rouge. En jaune figurent d'autres zones destinées à en faire partie conformément à l'accord de Tripoli de 1976, mais qui se sont opposées à l'inclusion par plébiscites

L'accord de Tripoli est un document signé le 23 décembre 1976 dans le cadre de l'insurrection moro aux Philippines. Ce traité est intervenu entre le gouvernement philippin (représenté par le sous-secrétaire à la Défense Carmelo Barbero) et la rébellion (représentée par le leader du Front Moro de libération nationale, Nur Misuari (en)). Il a été établi sous l'égide de l'OCI et de la Libye.
Le traité prévoir la création de 13 provinces sur l'île de Mindanao. Mais lors du référendum de janvier 1977, les dissensions entre les différentes parties en présence, les 9 provinces à majorité chrétienne d'une part, les séparatistes les plus radicaux d'autre part, le traité n'est pas ratifié par la nation entière. Le texte n'entre donc pas en vigueur, et la violence reprend sur Mindanao.
Malgré cela, jusqu'en 1986, l'OCI incite les Philippines à l'application du texte de l'accord.